# Cú mèo Cuba
Gymnoglaux lawrencii là một loài chim thuộc chi đơn loài Gymnoglaux trong họ Strigidae.

## Hình ảnh

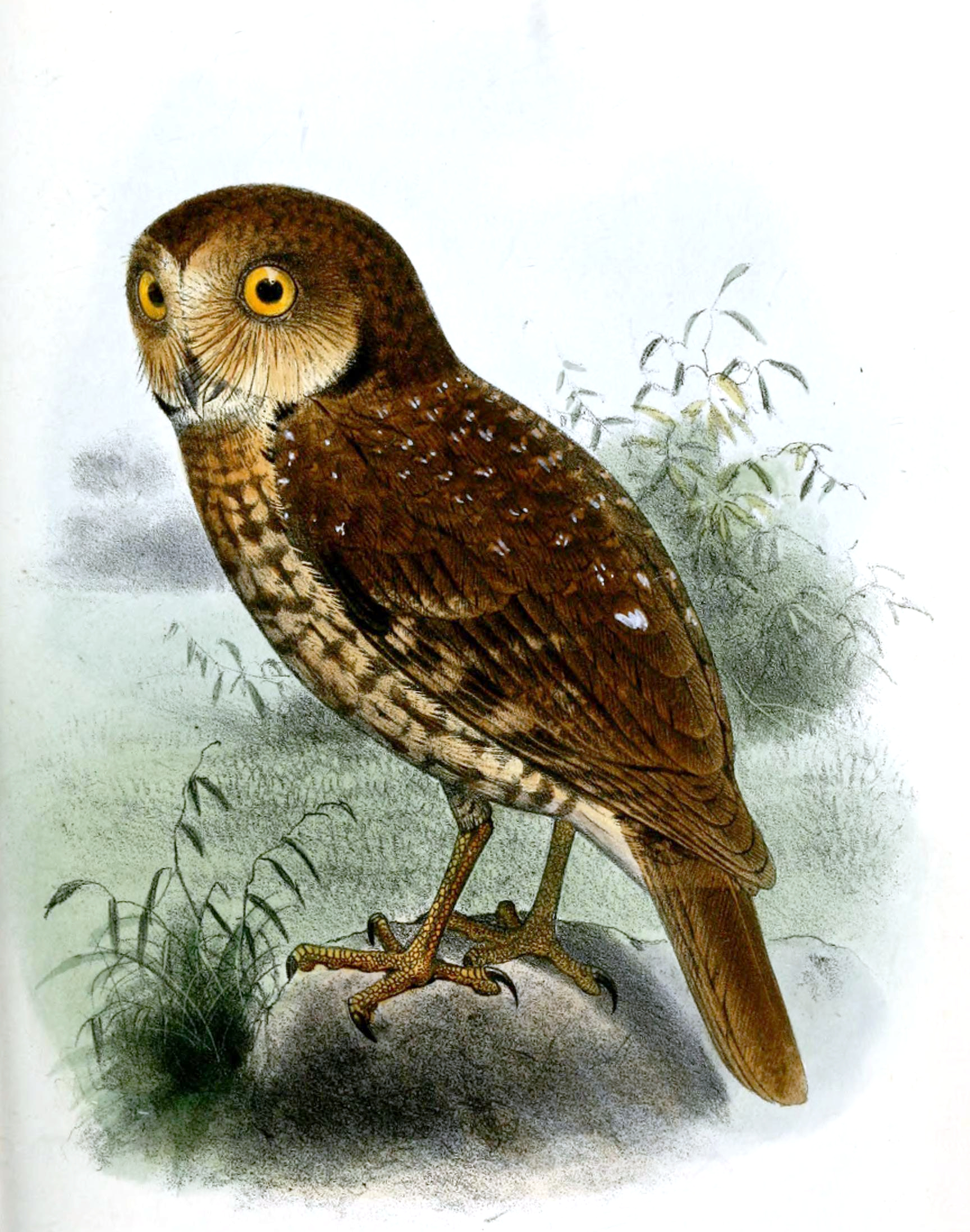
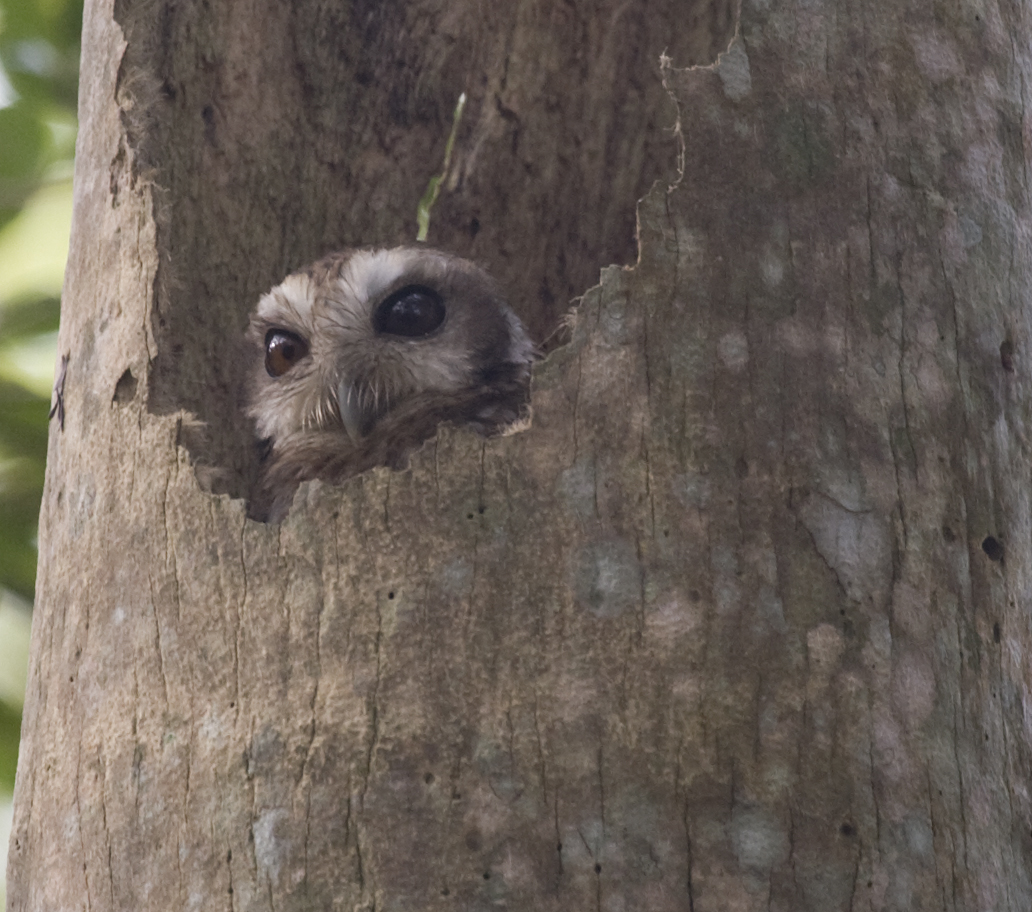